# Joel Stebbins
Joel Stebbins (30 de julio de 1878 - 16 de marzo de 1966) fue un astrónomo estadounidense, iniciador de la fotometría fotoeléctrica en astronomía.
Dirigió el Observatorio de la Universidad de Illinois de 1903 a 1922, centro en el que realizó un trabajo innovador con las célula de selenio. En 1922 pasó a ser director del Observatorio Washburn en la Universidad de Wisconsin-Madison, donde permaneció hasta 1948, cuando se incorporó al Observatorio Lick, al que perteneció hasta su jubilación en 1958.
Stebbins contribuyó a convertir la fotometría fotoeléctrica, un procedimiento pionero en los años 1900, en una técnica madura en los años 1950, cuando reemplazó a la fotografía como el principal método utilizado en la fotometría. Utilizó la nueva técnica para investigar las estrellas binarias eclipsantes, el enrojeciendo de la luz estelar por la presencia de polvo interestelar, los colores de las galaxias, y las estrellas variables.

## Biografía
Joel Stebbins nació en Omaha (Nebraska) en 1878. Era hijo de Charles Stebbins, oficinista del Ferrocarril Unión Pacific, y de su mujer Sara Ann Stubbs. Tuvo dos hermanas, Eunice y Millicent. Asistió al instituto en Omaha antes de ingresar en la Universidad de Nebraska-Lincoln en 1896. Obtuvo su grado en ciencias (BS) en 1899, y permaneció un año como estudiante de posgrado antes de pasar a la Universidad de Wisconsin, donde estudió astronomía en el Observatorio Washburn, dirigido por George G. Comstock.
Stebbins publicó su primer artículo, relativo a la curva de luz de GK Persei con Comstock en 1901. Por entonces recibió una beca de la Universidad de California para trabajar en el Observatorio Lick, donde se doctoró bajo la supervisión de William Wallace Campbell, escribiendo una tesis sobre el espectro luminoso de la estrella Mira. El suyo fue el tercer doctorado en astronomía otorgado por la Universidad de California. Su tesis fue publicada posteriormente en The Astrophysical Journal en 1903.
Incluso antes de obtener su doctorado, empezó a trabajar como instructor en astronomía en la Universidad de Illinois en Urbana-Champaign,  dirigiendo el Observatorio de la Universidad de Illinois. Se casó con May Louise Prentiss (que había sido su compañera de clase en la Universidad de Nebraska), en Lincoln el 27 de mayo de 1905. Tuvieron dos hijos, Robert e Isabelle.
Stebbins comenzó a hacer observaciones con un fotómetro polarizador. Frustrado por su uso, trabajó con F.C. Brown para desarrollar un fotómetro basado en una célula de selenio. A partir de 1907, inició las primeras mediciones usando el fotómetro de células de selenio, primero con la luz de la Luna, y después, a medida que la sensibilidad del instrumento fue mejorada, examinando estrellas variables y binarias como Algol a partir de 1910. En 1913 Henry Norris Russell había desarrollado la teoría de las binarias eclipsantes, y Stebbins se dio cuenta de que podría haber muchas estrellas de este tipo por identificar. Pronto descubrió que Menkalinan y Mintaka pertenecían a esta clase, descubrimientos seguidos de otros hallazgos.
El desarrollo de la célula fotoeléctrica por Jakob Kunz revolucionó la fotometría astronómica. Las células fotoeléctricas de Kunz eran muchas veces más sensibles que el instrumental disponible comercialmente, y por lo tanto, eran capaces de detectar la luz de las estrellas más débiles. En 1915, Stebbins utilizó los nuevos fotómetros para examinar Beta Lyrae, un sistema binario más irregular. El nuevo equipo permitió realizar observaciones de estrellas cada vez más débiles. Su trabajo fue reconocido con el Premio Rumford de la Academia Estadounidense de las Artes y las Ciencias en 1913, y con la Medalla Henry Draper de la Academia Nacional de Ciencias de Estados Unidos en 1915. El Observatorio de la Universidad de Illinois ha sido designado Hito Histórico Nacional en reconocimiento de la significación del trabajo de Stebbins y de Kunz.
En 1922, Stebbins se trasladó a la Universidad de Wisconsin-Madison, donde se convirtió en director del Observatorio Washburn, sucediendo a George C. Comstock. Allí llevó a cabo estudios fotométricos sistemáticos de los tipos estelares "O" y "B" de la Secuencia Principal, y también de cúmulos globulares. En años posteriores, se interesó por el polvo cósmico. Entre sus estudiantes figuraron Olin J. Eggen, Charles M. Huffer, Gerald Kron y Albert Whitford.
Stebbins se retiró de la Universidad de Wisconsin-Madison y del Observatorio Washburn en 1948 a la edad de setenta años, pero continuó sus investigaciones en el Observatorio Lick, colaborando con Gerald Kron, que había sido su alumno. Utilizaron métodos fotométricos para obtener nuevos valores de la luminosidad de las estrellas variables Cefeidas. Estos datos permitieron confirmar a Walter Baade su escalera de distancias cósmicas.
Tras su trabajo con las Cefeidas brillantes, Stebbins y Kron utilizaron sus técnicas fotométricas para estudiar el Sol, obteniendo una evaluación precisa de su color estelar y de su magnitud. Se retiró definitivamente a los ochenta años de edad.
En sus últimos años, sufrió de leucemia. Murió en el hospital de Palo Alto el 16 de marzo de 1966. Le sobrevivieron su esposa May, su hijo Robert y su hija Isabelle. Sus escritos se conservan en los Archivos de la Universidad de Illinois.

## Honores
Premios
- Premio Rumford de la Academia Estadounidense de las Artes y las Ciencias (1913)[11]
- Medalla Henry Draper de la Academia Nacional de Ciencias de Estados Unidos (1915)[12]
- Medalla Bruce de la Sociedad Astronómica del Pacífico (1941)[13]
- Medalla de oro de la Real Sociedad Astronómica (1950)[14]
- Premio Henry Norris Russell de la American Astronomical Society (1956)[15]

Eponimia
- El cráter lunar Stebbins[16]
- El asteroide (2300) Stebbins[17]